# Dolichandrone spathacea
Dolichandrone spathacea är en katalpaväxtart som först beskrevs av Carl von Linné d.y., och fick sitt nu gällande namn av Karl Moritz Schumann. Dolichandrone spathacea ingår i släktet Dolichandrone och familjen katalpaväxter. Inga underarter finns listade i Catalogue of Life.